# Solarflesh – A Gospel of Radiant Divinity
Solarflesh – A Gospel of Radiant Divinity – ósmy album studyjny polskiej grupy muzycznej Hate. Wydawnictwo ukazało się w Europie 30 stycznia 2013 roku nakładem wytwórni muzycznej Napalm Records. W Stanach Zjednoczonych materiał został wydany 5 lutego 2013 roku. W Rosji materiał trafił do sprzedaży nakładem oficyny Mazzar Records. Nagrania zostały zarejestrowane w warszawskim Sound Division Studio we współpracy z inżynierami dźwięku Filipem "Heinrich" Hałuchą i Arkadiuszem "Maltą" Malczewskim. Miksowanie i mastering wykonali bracia Sławomir i Wojciech Wiesławscy w białostockim Hertz Studio. Gościnnie w nagraniach wzięła udział grecka wokalistka Androniki Skoula znana m.in. ze współpracy z formacją Septicflesh.

## Lista utworów
Opracowano na podstawie materiału źródłowego.
| Nr | Tytuł utworu                | Słowa                | Muzyka                                  | Długość |
| -- | --------------------------- | -------------------- | --------------------------------------- | ------- |
| 1. | „Watchful Eye ov Doom”      | utwór instrumentalny | Adam Buszko                             | 03:20   |
| 2. | „Eternal Might”             | Adam Buszko          | Adam Buszko                             | 06:08   |
| 3. | „Alchemy ov Blood”          | Adam Buszko          | Adam Buszko, Stanisław Malanowicz       | 04:58   |
| 4. | „Timeless Kingdom”          | Adam Buszko          | Adam Buszko, Stanisław Malanowicz       | 05:31   |
| 5. | „Festival ov Slaves”        | Adam Buszko          | Adam Buszko                             | 04:34   |
| 6. | „Sadness Will Last Forever” | Adam Buszko          | Adam Buszko, Stanisław Malanowicz       | 07:05   |
| 7. | „Solarflesh”                | Adam Buszko          | Adam Buszko                             | 05:35   |
| 8. | „Endless Purity”            | Konrad Ramotowski    | Konrad Ramotowski, Stanisław Malanowicz | 05:43   |
| 9. | „Mesmerized”                | Adam Buszko          | Adam Buszko                             | 04:56   |
|    |                             |                      |                                         | 47:50   |

| Utwory dodatkowe | Utwory dodatkowe    | Utwory dodatkowe | Utwory dodatkowe | Utwory dodatkowe |
| Nr               | Tytuł utworu        | Słowa            | Muzyka           | Długość          |
| ---------------- | ------------------- | ---------------- | ---------------- | ---------------- |
| 1.               | „Hatehammer”        | Adam Buszko      | Adam Buszko      | 04:07            |
| 2.               | „Venom”             | Adam Buszko      | Adam Buszko      | 04:15            |
| 3.               | „Fall ov All Icons” | Adam Buszko      | Adam Buszko      | 05:10            |

## Twórcy
Opracowano na podstawie materiału źródłowego.
| Zespół Hate w składzie - Adam "ATF Sinner" Buszko – gitara, wokal prowadzący, sample, produkcja muzyczna, aranżacje - Konrad "Destroyer" Ramotowski – gitara - Stanisław "Hexen" Malanowicz – perkusja - Sławomir "Mortifer" Archangielskij – gitara basowa Dodatkowi muzycy - Androniki Skoula – gościnnie wokal wspierający - Mateusz Szemraj – gitara, oud |  | Produkcja - Filip "Heinrich" Halucha – gitara basowa (8), inżynieria dźwięku - Arkadiusz "Malta" Malczewski – asystent inżyniera dźwięku - Wojeciech i Sławomir Wiesławscy – miksowanie, mastering - Bartłomiej Kin – oprawa graficzna - Christos Antoniou – inżynieria dźwięku - Daniel Rusiłowicz – okładka, oprawa graficzna, zdjęcia - Michał Staczkun – aranżacje, inżynieria dźwięku, sample - Justyna Tobolska – modelka |